# Geranium monacense
Geranium monacense är en näveväxtart som beskrevs av Carl Karl Otto Harz. Geranium monacense ingår i släktet nävor, och familjen näveväxter. Utöver nominatformen finns också underarten G. m. anglicum.